# Otto Hromatka
Otto Hromatka (* 24. Mai 1905 in Wien; † 2. September 1999 ebenda) war ein österreichischer Chemiker und Hochschullehrer.

## Leben und Wirken
Er studierte Chemie an der Universität Wien, wo er nach seiner Promotion 1929  bei Ernst Späth wissenschaftliche Hilfskraft war. Bis 1930 arbeitete er bei Emalia Olkusz, einem polnischen Emailproduzenten in Olkusz. 1931 war er Privatassistent von Ernst Späth. 1931 arbeitete er bei dem Pharmaunternehmen Merck KGaA in Darmstadt und kehrte 1941 nach Wien zurück, wo er Assistent an der Universität Wien wurde. Ab 1942 war er Dozent für Organische Chemie, ab 1951 Außerordentlicher Professor an der Universität Wien und ab 1963 Ordentlicher Professor an der Technischen Universität Wien. In Folge war er Institutsvorstand am Institut für organische Chemie der Technischen Universität Wien.
Um 1949 erfand er gemeinsam mit Heinrich Ebner ein neues Verfahren zur Essigherstellung. Weiters entwickelte er im Laufe seines Lebens Medikamente, insbesondere krampflösende Mittel und Beruhigungsmittel. Auch fand er ein effektiveres Verfahren für die Herstellung von Vitamin E.
Otto war mit Edeltraut Hromatka (1906–2005) verheiratet, ihr gemeinsamer Sohn ist Hans Hromatka. Dieser ist nun Mehrheitseigentümer von Brevillier Urban & Sachs und Cretacolor. Otto Hromatka wurde am Pötzleinsdorfer Friedhof (Gruppe GR, Nummer 1) bestattet.

## Auszeichnungen
- 1951: Rudolf-Wegscheider-Preis der Österreichischen Akademie der Wissenschaften[4]
- 1973: Wilhelm-Exner-Medaille des Österreichischen Gewerbevereins[4]
- 1974: Österreichisches Ehrenzeichen für Wissenschaft und Kunst[4]

## Publikationen
- Otto Hromatka: Synthesen in der Reihe der Aporphinalkaloide und Versuche zur Konstitutionsermittlung des Conessin. Dissertation, Wien 1928.
- Otto Hromatka und Heinrich Ebner: Untersuchungen über Essiggärung I, Enzymologia 13, 369 - 387 (1949).
- Otto Hromatka und Heinrich Ebner: Untersuchungen über Essiggärung II, Enzymologia 14, 96 - 106 (1950).
- Otto Hromatka und Heinrich Ebner: Untersuchungen über Essiggärung III, Enzymologia 15, 57 - 69 (1951).
- Otto Hromatka, Heinrich Ebner und Christine Csoklich: Untersuchungen über Essiggärung IV, Enzymologia 15, 134 - 153 (1951).
- Otto Hromatka, Gerhard Kastner, und Heinrich Ebner: Untersuchungen über Essiggärung V, Enzymologia 15, 337 - 350 (1953).